# Боттино (округ)
Округ Боттино (англ. Bottineau County) располагается в штате Северная Дакота, США. Официально образован в 1884 году. По состоянию на 2013 год, численность населения составляла 6736 человека. Назван в честь исследователя и первопроходца Пьера Боттино.

## География
По данным Бюро переписи США, общая площадь округа равняется 4397,824 км2, из которых 4 322,714 км2 — суша, и 29,000 км2, или 1,720 % — это водоёмы.

## Население
По данным переписи населения 2000 года в округе проживает 7149 жителей в составе 2962 домашних хозяйства и 1954 семьи. Плотность населения составляет 2,00 человека на км2. На территории округа насчитывается 4409 жилых строений, при плотности застройки около 1,00-го строений на км2. Расовый состав населения: белые — 97,22 %, афроамериканцы — 0,22 %, коренные американцы (индейцы) — 1,45 %, азиаты — 0,18 %, гавайцы — 0,01 %, представители других рас — 0,11 %, представители двух или более рас — 0,80 %. Испаноязычные составляли 0,49 % населения независимо от расы.
В составе 27,30 % из общего числа домашних хозяйств проживают дети в возрасте до 18 лет, 58,70 % домашних хозяйств представляют собой супружеские пары, проживающие вместе, 4,30 % домашних хозяйств представляют собой одиноких женщин без супруга, 34,00 % домашних хозяйств не имеют отношения к семьям, 31,50 % домашних хозяйств состоят из одного человека, 16,40 % домашних хозяйств состоят из престарелых (65 лет и старше), проживающих в одиночестве. Средний размер домашнего хозяйства составляет 2,30 человека, и средний размер семьи 2,90 человека.
Возрастной состав округа: 22,20 % — моложе 18 лет, 8,00 % — от 18 до 24, 22,30 % — от 25 до 44, 26,20 % — от 45 до 64, и 26,20 % — от 65 и старше. Средний возраст жителя округа — 43 года. На каждые 100 женщин приходится 101,40 мужчин. На каждые 100 женщин старше 18 лет приходится 99,20 мужчин.
Средний доход на домохозяйство в округе составлял 29 853 USD, на семью — 37 701 USD. Среднестатистический заработок мужчины был 26 728 USD против 18 948 USD для женщины. Доход на душу населения составлял 16 227 USD. Около 7,50 % семей и 10,70 % общего населения находились ниже черты бедности, в том числе — 11,70 % молодежи (тех, кому ещё не исполнилось 18 лет) и 11,10 % тех, кому было уже больше 65 лет.

## Населённые пункты

### Города
- Боттино
- Уэстхоп
- Лансфорд
- Уиллоу-Сити
- Ньюберг
- Максбасс
- Саурис
- Ланда
- Гардена
- Крамер
- Антлер
- Оверли

### Тауншипы
| - Амити - Антлер - Бентинк - Блейн - Брандер - Сесил - Чатфилд - Корделия - Кат-Банк - Дален - Идсволд - Элмс - Элизиан - Фиделити - Харам - Гастингс | - Хофман - Хомен - Кейн - Лансфорд - Льюис - Лордсберг - Маунт-Роз - Ньюборг - Ок-Крик - Ок-Валли - Остби - Пибоди - Пикеринг - Ренвилл - Ричберг | - Роланд - Скандия - Скотия - Сергиус - Шерман - Старбак - Стон-Крик - Такома - Вэйн - Веллитон - Вьютон - Уитби - Уиттерон - Уиллон-Вейл |

### Невключённые населённые пункты
- Омим